# Soumaïla Coulibaly
Soumaïla „Soumi“ Coulibaly (* 14. Oktober 2003 in Montfermeil) ist ein französisch-malischer Fußballspieler. Der Verteidiger steht seit Juli 2025 bei Racing Straßburg unter Vertrag und ist französischer Nachwuchsnationalspieler.

## Karriere

### Verein

#### Anfänge in Frankreich
Coulibaly spielte zwischen 2015 und 2018 zunächst für den FC Montfermeil in seiner rund 20 Kilometer östlich der Hauptstadt Paris gelegenen Heimatstadt, bevor er in der Nachwuchsakademie Paris Saint-Germains aufgenommen wurde. Dort unterschrieb er einen dreijährigen Ausbildungsvertrag und begann in der U17. Die von französischen Medien „Wiege des Fußballs“ genannte Region Île-de-France brachte bereits vor Coulibaly spätere Profis wie Kylian Mbappé, Paul Pogba, Kingsley Coman, Christopher Nkunku oder Dan-Axel Zagadou hervor. Im weiteren Verlauf wuchs der Junge bis auf 190 cm heran und spielte in der Innenverteidigung sowie auf dem linken defensiven Flügel. Bereits mit 16 Jahren durfte Coulibaly auch für die A-Junioren von PSG auflaufen und nahm mit ihnen an der UEFA Youth League teil; in der Saison 2019/20 war er für das Team gar in allen Saisonspielen aktiv.
Im Februar 2021 zog sich der Verteidiger im Training mit der Profimannschaft, wo er nach seiner Berufung durch Trainer Thomas Tuchel häufig von deren Kapitän Presnel Kimpembe betreut wurde, einen Kreuzbandriss zu und fällt langfristig aus.

#### Wechsel nach Dortmund
Zur Saison 2021/22 wechselte Coulibaly in die deutsche Bundesliga zu Borussia Dortmund, nachdem sein Landsmann und zukünftiger Mitspieler Dan-Axel Zagadou vier Jahre zuvor im selben Alter den gleichen Schritt getan hatte. Eine Empfehlung bezüglich des Nachbarlands erhielt der Junge vorab von Tanguy Nianzou, der zum FC Bayern gewechselt war. Der Spieler schlug im Vorfeld Angebote seitens PSG aus und entschied sich im März 2021 bewusst für den BVB, nachdem er auch Verhandlungen mit anderen europäischen Vereinen, darunter der FC Bayern München und Olympique Marseille, geführt hatte. Aufgrund seiner Rehamaßnahmen war allerdings nicht vor Herbst mit Pflichtspieleinsätzen zu rechnen. Dortmund reagierte mit der Verpflichtung auf die Verletzungsanfälligkeit Zagadous, inkonstante Leistungen Manuel Akanjis sowie die Personalie Mats Hummels, welcher zu diesem Zeitpunkt bereits 32 war. Zuvor waren mit Mamadou Doucouré, Tanguy Nianzou, Christopher Nkunku, Tanguy Coulibaly und Moussa Diaby weitere Nachwuchsspieler PSGs in die Bundesliga gewechselt, was der Pariser Sportdirektor Leonardo kritisiert hatte. Laut diesem würden Wechsel wie der Coulibalys oder auch von Nianzou „eine große Gefahr für die Jugendakademien französischer Klubs“ bedeuten, die Verantwortlichen der deutschen Vereine wandten sich darüber hinaus direkt an das Umfeld der jungen Spieler, anstatt deren Vereine zu konsultieren. Leonardos Gegenpart bei Borussia Dortmund, Michael Zorc, widersprach und bescheinigte deutschen Bundesligaklubs hingegen „eine bessere Durchlässigkeit und ein höheres Entwicklungspotenzial der Talente“, weshalb die Familien und Berater der Talente von sich aus Kontakt aufnähmen.
Gemeinsam mit seinem ehemaligen Pariser Teamkollegen Abdoulaye Kamara, der einige Wochen später verpflichtet worden war, reiste der Franzose Ende Juli 2021 mit der Borussia ins Sommertrainingslager nach Bad Ragaz. Dort trainierte er in einer separaten Gruppe mit dem ebenfalls am Knie verletzten Zagadou. Währenddessen trennte sich der BVB von einem potenziellen Konkurrenten, dem jungen Verteidiger Leonardo Balerdi. Ende Oktober 2021 liefen die beiden Landsmänner bei ihrer jeweiligen Rückkehr aufs Spielfeld für die Dortmunder U23 in der 3. Liga auf. Coulibaly wurde von Trainer Enrico Maaßen für Zagadou, der von Beginn an auf der linken defensiven Außenbahn spielte, positionsgetreu eingewechselt. Wenige Tage später spielte der Franzose dann auch für die Dortmunder A-Jugend in der UEFA Youth League. Bis zur Winterpause folgten fünf weitere Partien, in denen der Franzose stets in der Startelf stand, und von denen nur eine verloren ging. In der ersten Mannschaft setzte Trainer Marco Rose in der Innenverteidigung auf die erfahreneren Kräfte Mats Hummels und Manuel Akanji sowie aushilfsweise auf den „Sechser“ Axel Witsel.

#### Leihen nach Antwerpen und Brest
Anfang August 2023 wurde er für eine Saison nach Belgien an den Erstligisten Royal Antwerpen verliehen. Hier war Coulibaly in der Hinrunde neben Kapitän Toby Alderweireld Stammkraft in der Innenverteidigung. Gemeinsam standen sie mit Antwerpen nach den ersten 15 von 30 Spieltagen auf Rang 4, nach dem Jahreswechsel fiel der Franzose aber dann aufgrund einer Verletzung aus. In der Folge kam er nur noch am letzten Spieltag der Hauptrunde zum Einsatz und war auch in der anschließenden Meisterschaftsrunde nur noch Ergänzungsspieler, nachdem sich Zeno Van Den Bosch in der Zwischenzeit den Platz neben Alderweireld erspielt hatte. Bis auf zwei verlor Royal Antwerpen alle Partien in der Meisterschaftsrunde und verpasste es, sich erneut für den Europapokal zu qualifizieren. Zuvor hatte Coulibaly bereits mit dem Verein an dessen erster Champions-League-Gruppenphase seit der Spielzeit 1957/58, als der Wettbewerb noch Europapokal der Landesmeister hieß, teilgenommen. Mit nur drei Punkten waren die Antwerpener als Letzter der Gruppe H ausgeschieden.
Im Sommer 2024 kehrte der Franzose zunächst zum BVB zurück. In den jeweils ersten Spielen der Bundesliga wie auch des DFB-Pokals stand er dann aber unter Dortmunds neuem Trainer Nuri Şahin nicht ein Mal im Spieltagskader. Folglich wechselte er Ende August 2024 auf Leihbasis bis Saisonende in sein Heimatland in die Ligue 1 zum Champions-League-Teilnehmer Stade Brest. Mit Brest gelangte er als Stammspieler bis in die Zwischenrunde des Wettbewerbs, in der man dem späteren Wettbewerbssieger und Ligakonkurrenten Paris Saint-Germain mit 0:3 und 0:7 unterlag. In der Liga sowie im Pokal war es Coulibaly nicht möglich, sich im Team zu etablieren, weil er große Teile der Spielzeit aufgrund einer Becken- sowie einer Adduktorenverletzung verpasste.

#### Rückkehr zum BVB und Wechsel nach Straßburg
Die Leihe wurde schließlich vorzeitig beendet, um die Teilnahme des Verteidigers mit Dortmund an der Klub-WM 2025 zu ermöglichen. Der BVB schied im Viertelfinale gegen Real Madrid aus, Coulibaly blieb hierbei ohne Einsatz. Nach dem Ende des Turniers wechselte der Verteidiger in die Ligue 1 zu Racing Straßburg.

### Nationalmannschaft
Coulibaly läuft seit der U16 für Nachwuchsmannschaften der FFF auf.